# Rio Marina Bella
Die Rio Marina Bella ist ein Fährschiff der italienischen Reederei Toremar, das unter italienischer Flagge fährt.

## Geschichte
Das Schiff wurde als Lora d'Abundo für die Reederei Medmar gebaut.
2012 wurde das Schiff an Toremar verkauft und erhielt den Namen Rio Marina Bella.
Toremar setzt das Schiff auf der Route zwischen Piombino und Rio Marina ein.

## Das Schiff
Das RoPax-Schiff hat eine Bar sowie eine Station für Handyaufladung und WLAN an Bord. Die Rio Marina Bella bietet Schlafsessel für Passagiere. An Bord gibt es aber keine Kabinen. An Bord des Schiffes gibt es außerdem ein Sonnendeck und einen Spielbereich für Kinder.